# Humpatella nigropicta
Humpatella nigropicta är en insektsart som först beskrevs av Bolívar, I. 1889.  Humpatella nigropicta ingår i släktet Humpatella och familjen Pyrgomorphidae. Inga underarter finns listade i Catalogue of Life.